# Месапи
Месапи (стгрч. Μεσσάπιοι [], лат. Messapii) древни су народ у Италији, који је насељавао југоисточну обалу Италије у регији Апулија. Верује се да су Месипи потомци Илира, који су доселили са Балкана преко Јадранског мора, али постоји традиција која датира из времена Херодота која сматра да су они потомци становника острва Крит (према Херодоту, бивши Крићани се називају „месапски Јапиги”). Говорили су месапским језиком, имали су своје писмо. Производили су карте. Њима се приписује оснивање више италијанских градова, као што су Лече и Алецио. У току Пировог рата, месапска војска се борила на страни Грка. Почетком хришћанске ере покорили су их Римљани, те су романизовани.